# سوق الدباغة (القدس)
هي إحدى الأسواق الشهيرة، ويقع داخل أسوار البلدة القديمة لمدينة القدس؛ تقع بين كنيسة القيامة وكنيسة القديس المخلص، وإلى الشمال من "سوق أفتيموس". يعود تاريخ هذا السّوق إلى العهد العثماني. وقد اكتسب هذا السّوق أسمه من البضائع التي تباع فيها حيث كان مركزًا حيويًا لحرفة الدّباغة وصناعة الجلود. تميّز السّوق بوجود العديد من الحرفيّين المتخصّصين في هذا المجال، وقد كانت بضائعه تشمل الجلود المصنّعة والأحذية والشّنط وغيرها ؛ أما اليوم، فتضمّ محلات لبيع البضائع التّقليدية والتّراثية للأجانب علاوة على مطاعم للأفواج السّياحية.

## سياحة وتسوّق
سوق الدّباغة كان من أكبر وأشهر الأسواق في مدينة القدس؛ حيث كان يتردد عليه الفلسطينيون من المحافظات كافّة بسبب كثرة البضائع الموجودة فيه وتنوّعها، وخاصّة البضائع الّتي تتعلّق بالزّواج وتجهيز العرائس وشراء الذّهب والألبسة. وأضاف أن السّوق كان مشهورًا بالصّاغة والجلود والشّنط والأحذية، وكان مكتظًّا بالمتسوّقين كونه كان مركز المدينة، بعد النكسة عام 1967، الاحتلال الاسرائيلي قام بتفريغ وهدم حي المغاربة، وانتقل السّكان من حي الشّرف إلى مخيم شعفاط أصبح السّوق شبه فارغ من المتسوّقين.
سّوق الدباغة، مفتوح على أكثر من اتجاه ومبني بالطّريقة الحديثة، وكان يعمل بالدّباغة والجلود، أمّا اليوم، فهو مفتوح على عدّة مهن وصناعات. اليوم السّوق تحوّل من صناعة الجلود إلى التّحف والهدايا، إضافة إلى انتشار المطاعم فيه.